# Олексіїч
«Олексіїч» — радянський короткометражний фільм 1970 року. Єдиний художній фільм режисера-документаліста Людмили Салдадзе.

## Сюжет
Олексіїч — так по-простому в селі звуть молодого вчителя сільської школи Олексія Олексійовича Савостіна. Він, бачачи, як важко багатьом учням з навколишніх сіл в пургу і дощ здалеку добиратися до школи, ставить перед керівництвом колгоспу питання про будівництво при школі інтернату.

## У ролях
- Станіслав Бородокін —  Олексій Олексійович Савостін, молодий вчитель сільської школи, в народі просто Олексійович
- Ірина Алфьорова —  Марія Олександрівна, сільська вчителька
- Валентина Березуцька —  сільська вчителька
- Дмитро Орловський —  директор школи
- Віктор Шульгін —  Віктор Сергійович, голова колгоспу
- Михайло Буйний —  Тюрін, директор автобази
- Євген Зосімов —  лісоруб

## Знімальна група
- Режисер — Людмила Салдадзе
- Сценаристи — Родіон Ребан, Людмила Салдадзе
- Оператори — Микола Гайл, Сергій Гаврилов
- Художник — Федір Божко